# Avenue Alphand
Ne doit pas être confondu avec Rue Alphand.
Pour les articles homonymes, voir Avenue Alphand (parc des Buttes-Chaumont).
L'avenue Alphand est une voie du 16e arrondissement de Paris, en France.

## Situation et accès
L'avenue Alphand est une voie publique située dans le 16e arrondissement de Paris. Elle débute au 23, rue Duret et se termine au 16 bis, rue Piccini.
Le quartier est desservi par la ligne 1 à la station Argentine.

## Origine du nom

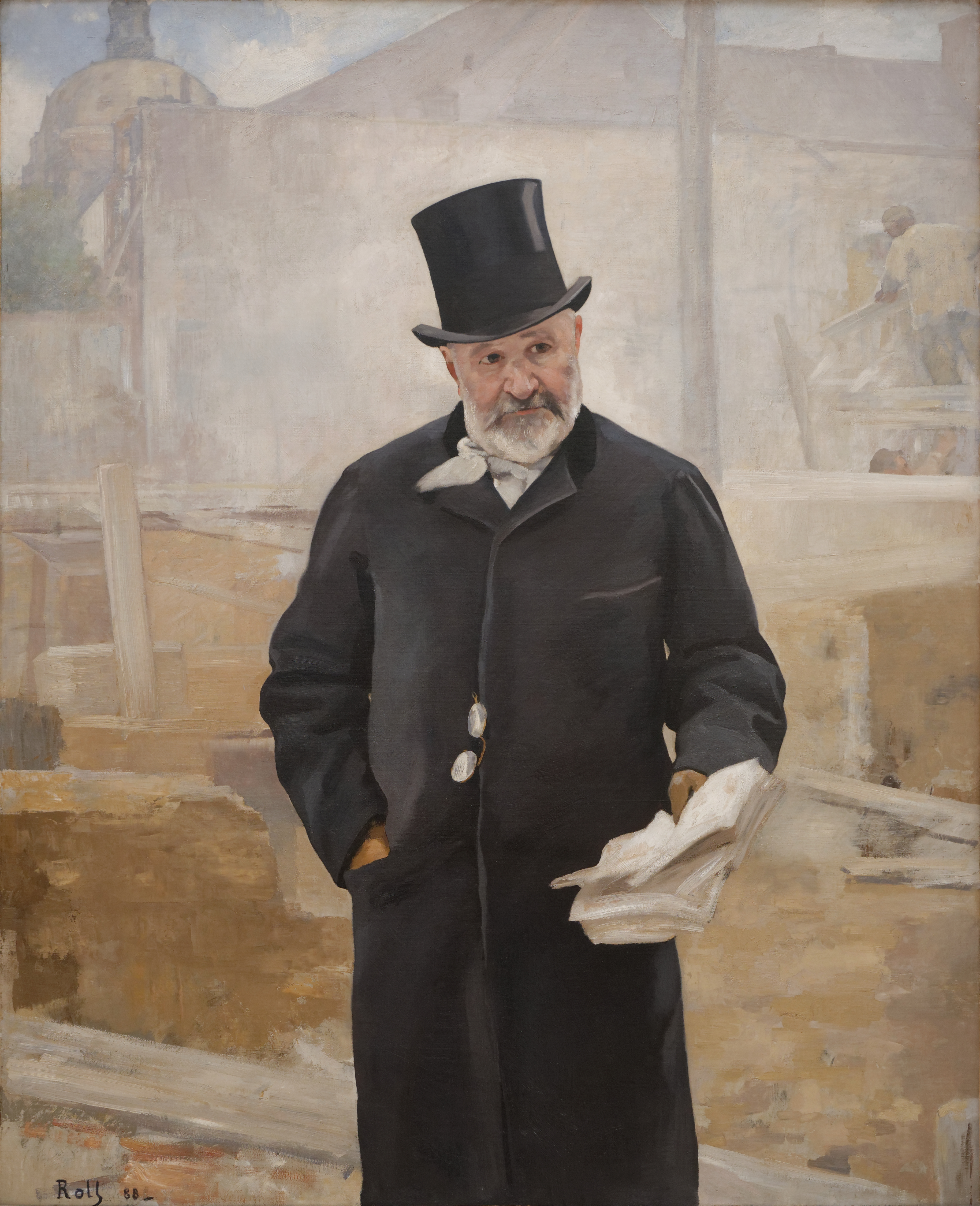
Alfred Roll, Adolphe Alphand (1888), Paris, Petit Palais.

Elle porte le nom d'Adolphe Alphand (1817-1891), ingénieur des ponts et chaussées, directeur des travaux de Paris.

## Historique
Cette voie est ouverte en 1903 sur les terrains du dépôt de la Compagnie des petites voitures de Paris et prend sa dénomination actuelle le 24 juin 1907.

## Bâtiments remarquables et lieux de mémoire

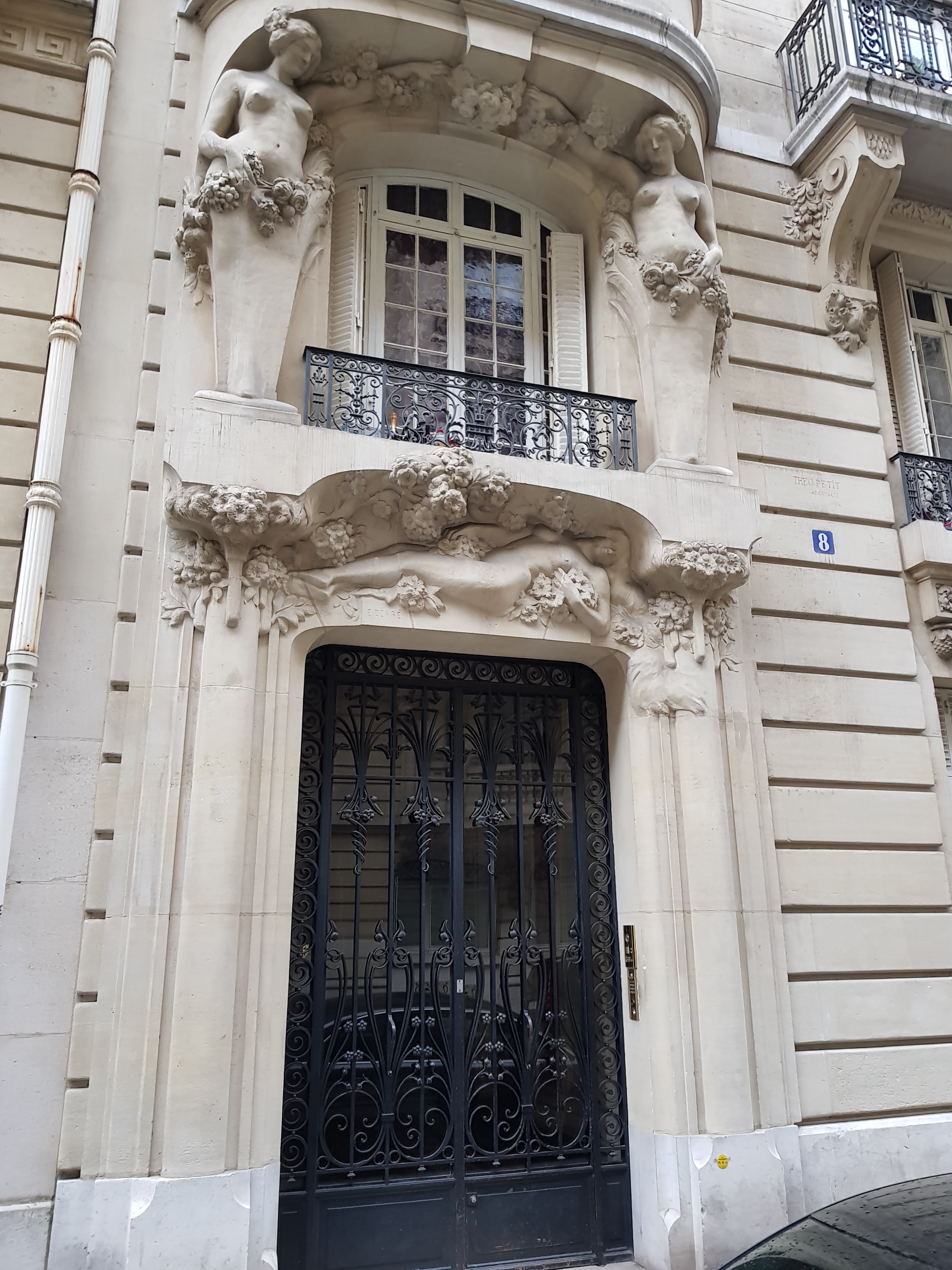
No 8 : entrée.

- No 8 : immeuble construit en 1904 par l’architecte Théo Petit[1], dont l'entrée est ornée du bas-relief La Chevelure étonnante de la femme d'Émile Derré.
- No 10 : immeuble de 1904 conçu par les architectes Roger Bouvard et Gustave Umbdenstock. Le compositeur Claude Debussy a vécu à cette adresse en 1904 pendant un an[2].